# Albace Menor
Albace (em grego: Αλβακη; romaniz.: Albakē; em armênio: Աղբակ; romaniz.: Ałbak), Aluaca (Αλουάκα, Alouáka), Albal (Աղբաղ, Ałbał) ou Albaque (em árabe: البق; romaniz.: Albāq), referido em alguns documentos como Albace Menor (Աղբակ Փոքր, Ałbak Pʼokʼr) para distingui-lo de seu homônimo na Vaspuracânia, foi um cantão (gavar) da província (ascar) de Gordiena, no Reino da Armênia. Com sede em Adamacerta, situava-se ao longo do curso do Grande Zabe e compreendia uma área de 405 quilômetros quadrados. Foi um dos principados originais pertencentes à família Arzerúnio. Fazia divisa com Albace Maior e foi proposto que tenha pertencido originalmente à última, ou nunca se separou, haja vista não ser mencionado em alguns documentos geográficos mais antigos.